# Nina Agdal
Pour les articles homonymes, voir Agdal.
Nina Agdal, née le 26 mars 1992 à Copenhague, est un mannequin danois.

## Biographie

### Carrière
En 2012, Nina Agdal est élue « Rookie of the Year » par le magazine Sports Illustrated.
En 2013, elle apparaît à la mi-temps du Super Bowl dans une publicité pour Carl's Jr, succédant ainsi à Kate Upton. Elle est également élue  Mannequin le plus sexy du moment. 
Elle pose en couverture des magazines Esquire, Galore, Ocean Drive (en) et The Editorialist. Elle pose également pour les marques Aerie et Beach bunny.

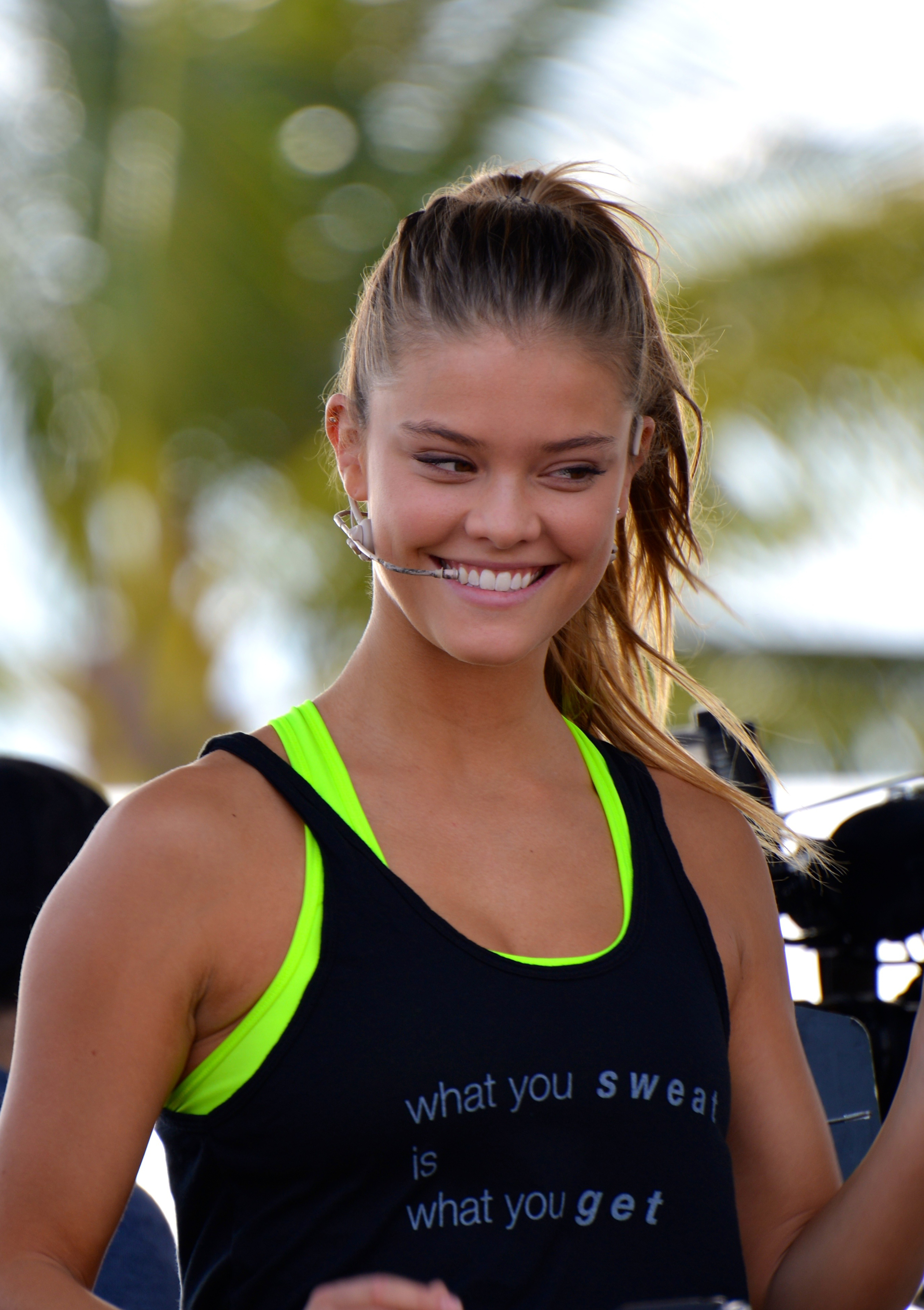
Nina Agdal en février 2015.

En 2014, le site web models.com la classe 22e dans le classement des mannequins les plus sexy. 
Elle fait la couverture du Cosmopolitan américain. 
Elle pose pour les marques Accessorize, OP, Banana Moon et Bebe Stores et pour le magazine Esquire. Cette année-là, elle fait avec Lily Aldridge et Chrissy Teigen la couverture de Sports Illustrated Swimsuit Issue. Cette édition est un numéro spécial qui célèbre le 50e anniversaire  de Sports Illustrated. Elle participe à l'émission Ridiculous en tant qu'invitée sur MTV, toujours en 2014.
En 2018, elle perd un contrat avec une marque qui, selon elle, l'avait jugée trop « grosse ».

## Vie privée
En juin 2013, Nina Agdal a une liaison avec le chanteur Adam Levine. 
D'octobre 2013 à février 2014, elle est en couple avec le chanteur Max George.
De mai 2016 à mai 2017, elle fréquente l'acteur américain Leonardo DiCaprio,,.
De 2017 à 2021, elle est en couple avec Jack Brinkley-Cook (fils de Christie Brinkley).
Depuis mai 2022, elle est en couple avec le youtubeur Logan Paul. En juillet 2023, ils annoncent leurs fiançailles. Le 15 avril 2024, le couple annonce attendre une fille, dont la naissance est rendue publique le 29 septembre.

## Filmographie

### Cinéma
- 2013 : Don Jon : Supermodel
- 2015 : Entourage : Bridget

### Reportages
- 2012 : Sports Illustrated: The Making of Swimsuit 2012 : Elle-même
- 2013 : Sports Illustrated: The Making of Swimsuit 2013 : Elle-même
- 2013 : Women We Love : Elle-même
- 2014 : Sports Illustrated Swimsuit: 50 Years of Beautiful : Elle-même
- 2014 : Sports Illustrated: The Making of SI's Swimsuit 2014: From Sand to Space : Elle-même
- 2014 : émission Ridiculous  sur MTV, invitée du jour